# Фусен
«Флотація» (яп. 浮選, ふせん, Фусен, англ. Flotation) — науково-виробничий журнал.
Країна видання — Японія.
Спеціалізація: (збагачення) вугільних, рудних та нерудних корисних копалин флотацією.
Рік заснування 1954. Останнє число журналу вийшло у 1985. Наступником став журнал «Resources Processing».
Чисел на рік — 3.
Журнал працює на платформі J-STAGE.